# Tú tài Pháp
Tú tài Pháp, (tiếng Pháp: baccalauréat) là chứng chỉ tốt nghiệp giáo dục trung học phổ thông, kỹ thuật, hoặc chuyên nghiệp tại Pháp, tương đương với Khung Phân loại Giáo dục Quốc tế ISCED cấp III.
Đạt điểm trung bình (10 trên 20 điểm) là điều kiện cơ bản nhất để được xét tuyển vào các trường đại học tại Pháp. Cho đến đầu thế kỉ XX, danh từ Tú tài chỉ bằng cấp đầu tiên ở bậc đại học (tương đương với bằng Cử nhân ngày nay) và được trao cho thí sinh sau khi đã đậu các bài thi do các giáo sư Khoa Văn và Khoa học tổ chức.
Từ baccalauréat có nguồn gốc từ Bacheler trong tiếng Pháp cổ và baccalarius trong tiếng Latin, có nghĩa là nam thanh niên có khao khát trở thành hiệp sĩ, với từ gốc là laureare, có nghĩa là vòng nguyệt quế. Danh từ này được Đại học Paris sử dùng đầu tiên vào thế kỉ XIII để chỉ bằng cấp trung gian của bằng Thạc sĩ (Maîtrise) và bằng Tiến sĩ (Doctorats) khoa Luật, Dược, hoặc Thần học, và sau đó danh từ này được phổ biến đến các trường đại học khác ở Pháp và Anh qua trường Đại học Oxford. Cho đến khi sự tiếp quản của Napoleon I, trên cơ sở thành lập Đại học Pháp (với tên ban đầu là Đại học Đế quốc Pháp) vào năm 1808, bằng baccalauréat ở hai khoa Văn và Khoa học - tiền thân của tú tài Pháp hiện đại, nhận vai trò của bằng maîtrise ở các trường đại học cổ.
Trong hệ thống giáo dục Anglo-Saxon, danh từ baccalauréat được dùng để gọi chứng chỉ cấp khi hoàn thành giai đoạn đầu tiên của giáo dục đại học (tương đương với bằng license hay bằng cử nhân), tương đương với ISCED cấp VI.
Trong giao tiếp, bằng Tú tài được gọi tắt thành bac, và trước đó được gọi là bachot.

## Tổng quan
Tương đối giống với bằng A Level của Vương quốc Anh hay bằng Matura tại một số nước Châu Âu, bằng Tú tài Pháp cho phép học sinh Pháp và quốc tế sở hữu một chứng chỉ chuẩn hóa, thông thường ở tuổi 18. Chứng chỉ này sẽ cho phép học sinh bắt đầu làm việc ở một số nghề nhất định, tiếp tục học tập tại các cơ sở giáo dục bậc cao, hoặc học tại các cơ sở giáo dục chuyên nghiệp, nghề.
Hầu hết học sinh hoàn tất trung học phổ thông tại Pháp hay lycée sẽ tham dự kỳ thi này. Tuy nhiên, vì luật định tú tài Pháp là một chứng chỉ đánh giá điều kiện để tiếp tục tại các cơ sở giáo dục bậc cao hơn, do đó, học sinh khi hoàn thành chương trình trung học phổ thông tại Pháp có quyền không tham dự kỳ thi này. Điều này tương đương với Kỳ thi tuyển sinh đại học và cao đẳng tại Việt Nam trước khi gộp kỳ thi này với Kỳ thi tốt nghiệp trung học phổ thông.
Từ tắt bac cũng được đôi khi sử dụng để chỉ một số môn mà thí sinh phải thi để nhận được chứng chỉ tú tài Pháp. Ví dụ: le bac de philo, tức bài thi Triết học (bài thi mà tất cả thí sinh phải thi, không ngoại lệ ban thi nào).
Tú tài Pháp được chia thành ba phân luồng:
- Baccalauréat général - tú tài phổ thông và được chia thành ba ban (série):

1. Série Littérature - ban Văn (ban L)
2. Série Scientifique - ban Khoa học (ban S)
3. Série Science Économiques et Sociales - ban Kinh tế và Xã hội (ban ES)

- Baccalauréat technologique - tú tài kỹ thuật
- Baccalauréat professionnel - tú tài chuyên nghiệp

Từng phân luồng (và từng ban) có những nội dung chuyên biệt trong chương trình. Đối với tú tài phổ thông, thí sinh ở ba ban sẽ có một số một thi giống nhau nhưng sẽ được nhân hệ số khác nhau để đặt trọng tâm vào những môn được xem là quan trọng hơn. Ví dụ đối với ban L, môn Triết học được xem là quan trọng hơn nên được đánh số hệ 7, trong khi ban ES chỉ có hệ số 4 và ban S chỉ có hệ số 3.
Vì tú tài được phân lường, và với tú tài phổ thông, được phân ban, nên các trường đại học hoặc cao đẳng đều sẽ giới hạn luồng hoặc ban tú tài nào mà học có chấp nhận để tiếp tục tiến trình xét tuyển.
Tuy nhiên, thí sinh vẫn có thể vào các trường đại học hoặc cao đẳng mà không có tú tài bằng cách thi đậu vào một bài thi độc lập khác.
Mặc dù hầu hết thí sinh thi tú tài vào năm cuối cùng của bậc trung học, thí sinh tự do vẫn có thể tham dự kỳ thi này. Thí sinh mà trước đó đã quyết định không tham dự kỳ thi vì không tự tin về khả năng đậu tú tài của mình hoặc đã chọn không thi khi hoàn tất trung học, và muốn tiếp tục học đại học hay cảm thấy bằng tú tài sẽ nâng cao khả năng tìm được việc làm, có thể tham dự kỳ thi theo diện này. Thí sinh tự do sẽ sử dụng cùng đề thi với các thí sinh cuối cấp trung học khác, trừ môn Thể dục sẽ được kiểm tra độc lập thay vì dùng điểm trung bình học kỳ.

## Lịch sử

### Từ thời trung đại đến thời Napoleon
Tú tài đầu tiên được cấp bởi Đại học Paris vào thế kỉ XIII và được chia thành bốn khoa: Văn, Dược, Luật, và Thần học, trong đó, tú tài Văn khoa được xem là chứng chỉ tiền quyết cho các khoa khác. Ví dụ, tú tài Thần học được xem có thứ hạng cao hơn tú tài Văn khoa và cả cử nhân Văn khoa. Khi nhận được tú tài, sinh viên (chủ yếu là nam giới) có thể từ đây chuẩn bị cho giấy phép để được dạy học (licencia docendi). Là người đã nhận tú tài, an ta có thể làm trợ giảng cho giáo sư qua việc dạy các cử sinh tú tài ở một số môn.